# Gleam (Programmiersprache)
Gleam ist eine  statisch typisierte  allzweck Programmiersprache, entwickelt von Louis Pilfold. Sie kompiliert entweder zu  Erlang (BEAM Virtuelle Maschine) oder JavaScript. Durch ihre statische Typisierung hebt sie sich stark von anderen auf der BEAM Virtual Maschine basierenden Sprachen, wie  Elixir und Erlang ab. Pakete werden über den Paketmanager Hex bereitgestellt.

## Geschichte
Gleams erste Version (Version v0.1) erschien am 15. April 2019. In der Version v0.16 wurde Support für JavaScript hinzugefügt. 2023 investierte die Erlang Ecosystem Foundation in einen Kurs für Gleam auf der Plattform Exercism. Die erste stabile Version 1.0 erschien am 4. März 2024.

## Implementation
Gleams Compiler ist in der Programmiersprache Rust implementiert und wird in einer einzelnen Datei mit den nötigen Build Tools, dem Packetmanager, dem Formatierer und dem Language Server ausgeliefert. WebAssembly wird über einen speziellen Compiler unterstützt, um Programme in einem Webbrowser ausführen zu können.

## Beispiele
Ein Hello World Beispiel:
```
import gleam/io

pub fn main() {
  io.println("Hello, world!")
}

```

Berechnung der Fibonacci-Folge:
```
import gleam/int
import gleam/io

pub fn fibonacci(n: Int) -> Int {
  case n {
    0 -> 0
    1 -> 1
    _ -> fibonacci(n - 1) + fibonacci(n - 2)
  }
}

pub fn main() {
  io.println(int.to_string(fibonacci(10)))
}

```